# Талай
Талай в древногръцката митология е син на Биант и Перо, дъщерята на Нелей.
Жени се за Лизимаха. От този брак има децата Адраст, Партенопей, Пронакс, Мекистей, Аристомах и Ерифила.
Талай взема участие в похода на аргонавтите.